# Grimanesa Lazaro
Luciana Grimanesa Lazaro (Tartagal, 1991) es una escritora, médica y neuróloga argentina. Autora de dos libros de cuentos, participó de la antología 40.a Narrativa tucumana contemporánea (2015).

## Biografía
Luciana Grimanesa Lazaro nació en 1991 en Tartagal, provincia de Salta, Argentina. Se recibió de médica por la Universidad Nacional de Tucumán. En 2015, participó de la antología 40.a Narrativa tucumana contemporánea.
En 2017, se mudó a la ciudad de Buenos Aires. En 2018, su cuento «Camión» resultó finalista del Premio Ficciones del Ministerio de Cultura argentino.
En octubre de 2021, publicó su primer libro, Niña y basurero, que recopila dos cuentos largos. El primero de ellos narra la historia de una madre adolescente que cuida de su hija discapacitada, y el segundo trata de la reconstrucción polifónica de un crimen homofóbico. El escritor Mario Flores elogió al texto, llamándolo «el mejor libro que se haya escrito desde Tartagal», y sostuvo que ambos cuentos «se sostienen por su propio peso». Diana Fernández Irusta, para La Nación, comparó el estilo de «Niña» con el de la película La hija oscura (2021), basada en la novela homónima de Elena Ferrante.
En noviembre de 2022, la escritora fue premiada por su labor literaria en el 59.o Congreso Argentino de Neurología. En octubre de 2024, publicó El cuerpo de Viviana, su segundo libro, que reúne tres cuentos. En su reseña, el escritor Quintín consideró al relato que da título al libro resulta «mejor» en sus «escenas de hospital y la incomunicación en los matrimonios» que La vegetariana (2007), la tercera novela de la premio Nobel Han Kang.

## Obra

### Cuento
- Niña y basurero (Blatt & Ríos, 2021)
- El cuerpo de Viviana (Blatt & Ríos, 2024)